# Adam i Ewa (serial telewizyjny)
Adam i Ewa – polska telenowela wyprodukowana w latach 2000–2001 przez Telewizję Polsat. Serial liczył 187 odcinków, dzielących się na trzy sezony. Wraz z późniejszymi serialami Na Wspólnej i Julia uchodzi za jedną z nielicznych klasycznych telenoweli polskiej produkcji.
Muzykę do serialu stworzył polski kompozytor Ryszard Szeremeta. Tekst do piosenki „Adam i Ewa”, która pojawiła się w czołówce serialu napisał Andrzej Mogielnicki. Tytułowy utwór wykonali Halina Jawor z zespołu Krywań i Krzysztof Cugowski z Budki Suflera.

## Fabuła
Główny wątek w serialu opowiada o miłości pomiędzy Ewą Werner (Katarzyna Chrzanowska) a Adamem Rozdrażewskim (Waldemar Goszcz). Ewa Werner jest 36-letnią urzędniczką w banku, zaś Adam Rozdrażewski około 30-letnim celebrytą występującym w reklamach. Oboje pomimo różnych dróg życiowych, doświadczeń i poglądów na świat zakochują się w sobie. Borykają się również z problemami, które stwarzają były mąż Ewy Bogdan (Zbigniew Suszyński) i jej macocha Renata (Iwona Bielska).

## Obsada
Źródło: filmpolski.pl
- Katarzyna Chrzanowska (Ewa Werner; Róża Przełęcka-Kamińska, matka Ewy)
- Waldemar Goszcz (Adam Rozdrażewski)

- Tamara Arciuch (Monika Rozdrażewska z domu Wilczyńska, żona Adama)
- Katarzyna Bargiełowska (Krystyna Bednarczyk, sekretarka w kancelarii Bogdana Wernera)
- Barbara Baryżewska (Małgorzata Okińczyc)
- Halina Bednarz (Olczykowa, żona sołtysa Rozdrażewa)
- Iwona Bielska (Renata Kłos-Kamieńska, macocha Ewy)
- Ewa Błaszczyk (Jola, matka Jacka, właścicielka klubu „Pulp Fiction”)
- Jacek Bończyk (Wiktor Korcz, przyjaciel Adama, współwłaściciel Agencji Reklamowej „Wikam”)
- Magdalena Celówna (Maria Werner, matka Bogdana)
- Michał Chorosiński (Cezary Zdrojewski)
- Agnieszka Ciejka (Magdalena Werner, córka Bogdana i Ewy)
- Sebastian Domagała (Jacek Adamus, narkoman, chłopak Magdy, syn Joli)
- Barbara Dziekan (Marianna Wahutas, żona Antoniego, dawna opiekunka Adama)
- Bohdan Ejmont (Kazimierz Kamieński, ojciec Ewy)
- Agnieszka Korzeniowska (Kamila Kłos, przyrodnia siostra Ewy)
- Krzysztof Kowalewski (Stanisław Wilczyński, ojciec Moniki)
- Tomasz Kozłowicz (Michał Nowicki, właściciel galerii sztuki ludowej, przyjaciel Ewy)
- Dorota Lanton (Zofia Kowalczyk, przyjaciółka Ewy)
- Stanisław Michalski (Karol Laudański, wuj Adama)
- Anna Nowicka (Milagros Skierniewice Przełęcki de Valasquez)
- Paweł Nowisz (sierżant Żaba)
- Sybilla Rostek (Iwona Rudecka, dziennikarka, kochanka Bogdana Wernera)
- Barbara Rylska (Melania Laudańska, ciotka Adama)
- Jerzy Schejbal (Zbigniew Zdrojewski, biznesmen, ojciec Cezarego)
- Roch Siemianowski (Sawicki, prokurator)
- Marek Siudym (Antoni Wahutas, gajowy z Rozdrażewa, mąż Marianny)
- Zbigniew Suszyński (mecenas Bogdan Werner, mąż Ewy)
- Paweł Szczesny (Bernard, barman w night clubie)
- Krystyna Tkacz (Janina Wilczyńska, matka Moniki)
- Damian Walczak (Piotr Werner, syn Bogdana i Ewy)

## Odbiór
Serial został dobrze przyjęty przez widzów i przyczynił się do wzrostu popularności Katarzyny Chrzanowskiej i Waldemara Goszcza, odtwórców głównych ról w serialu. Dla Waldemara Goszcza, który wcześniej występował w reklamach telewizyjnych oraz śpiewał w boysbandzie Hi Street, rola w serialu miała przyspieszyć karierę artystyczną. Plany pokrzyżowała nagła śmierć Goszcza w wypadku samochodowym 24 stycznia 2003 roku.
Odgrywający rolę Bogdana Wernera Zbigniew Suszyński w wywiadzie z 2014 roku przyznał, że serial stanowił pierwszą polską telenowelę. Zdaniem aktora gdyby serial był kręcony później, liczba odcinków mogłaby przekroczyć tysiąc. Aktor wspomniał również, że niektórzy fani serialu zaczepiali go i niechętnie odnosili się do granej przez niego postaci. Podobnych sytuacjami z widzami serialu doświadczała również Tamara Arciuch grająca Monikę Rozdrażewską.
Serial był nominowany do nagrody Telekamery 2002.